# Sentience Institute
O Sentience Institute (SI) é um laboratório de ideias interdisciplinar americano que tem como objetivo expandir o círculo moral da humanidade. Foi fundado por Jacy Reese Anthis e Kelly Witwicki em junho de 2017 e publicou relatórios de pesquisa sobre movimentos sociais, moralidade, defesa dos animais e senciência digital.

## História
O Sentience Institute foi fundado com base no princípio do altruísmo eficaz, uma filosofia e movimento social que usa evidências e raciocínio para determinar as formas mais eficazes de beneficiar os outros. O instituto se autodenomina "um laboratórios de ideias que pesquisa e aconselha defensores sobre as estratégias mais eficazes para expandir o círculo moral da humanidade." Seus fundadores, Kelly Witwicki e Jacy Reese Anthis, trabalhavam na Sentience Politics, que fazia parte da Effective Altruism Foundation. A Sentience Politics é hoje uma organização sem fins lucrativos que realiza iniciativas políticas em países de língua alemã. Anthis também havia trabalhado anteriormente na Animal Charity Evaluators como presidente do conselho de administração e depois como pesquisador em tempo integral.
Anthis e Witwicki foram selecionados para o prêmio "Humans of the Year" de 2017 da Vice Media. O repórter Matthew Gault descreveu a agenda de pesquisa do instituto como "um grande empreendimento". Kelly falou sobre a necessidade de evidências e pesquisas no estudo dos movimentos sociais. Witwicki e Anthis se casaram em 2020.

## Pesquisa
O Sentience Institute sintetiza algumas de suas pesquisas em um documento conhecido como Resumo de Evidências para Questões Fundamentais na Defesa Eficaz dos Animais, que cataloga evidências de diversas fontes com implicações para a estratégia do movimento de defesa dos animais.
Desde 2017, o instituto publicou vários livro brancos, incluindo um estudo sobre o movimento abolicionista britânico, um estudo sobre o movimento francês de energia nuclear e um estudo sobre alimentos geneticamente modificados.
O instituto pesquisou as opiniões de adultos americanos em relação à pecuária, descobrindo principalmente que 47% concordaram com a afirmação: "Eu apoio a proibição de matadouros." Ela foi replicada em janeiro de 2018 por uma equipe de economistas agrícolas da Universidade Estadual de Oklahoma, que encontrou o mesmo resultado.
Em novembro de 2018, Anthis, escrevendo sob o pseudônimo de "Jacy Reese", publicou The End of Animal Farming, que resume e se baseia na maior parte da pesquisa do instituto e a comunica ao público em geral. Perto do final do livro, Reese conclui que, "se eu tivesse que especular, diria que até 2100 todas as formas de criação parecerão ultrapassadas e bárbaras." Reese critica a noção de carne humana.
Em 2023, o Sentience Institute indicou que estava concentrando a maior parte de sua pesquisa em mentes digitais, escrevendo que, embora a preocupação com a senciência artificial possa parecer exagerada, ela deve ser levada a sério, principalmente devido ao número potencialmente grande de casos no futuro.